# Rundstab

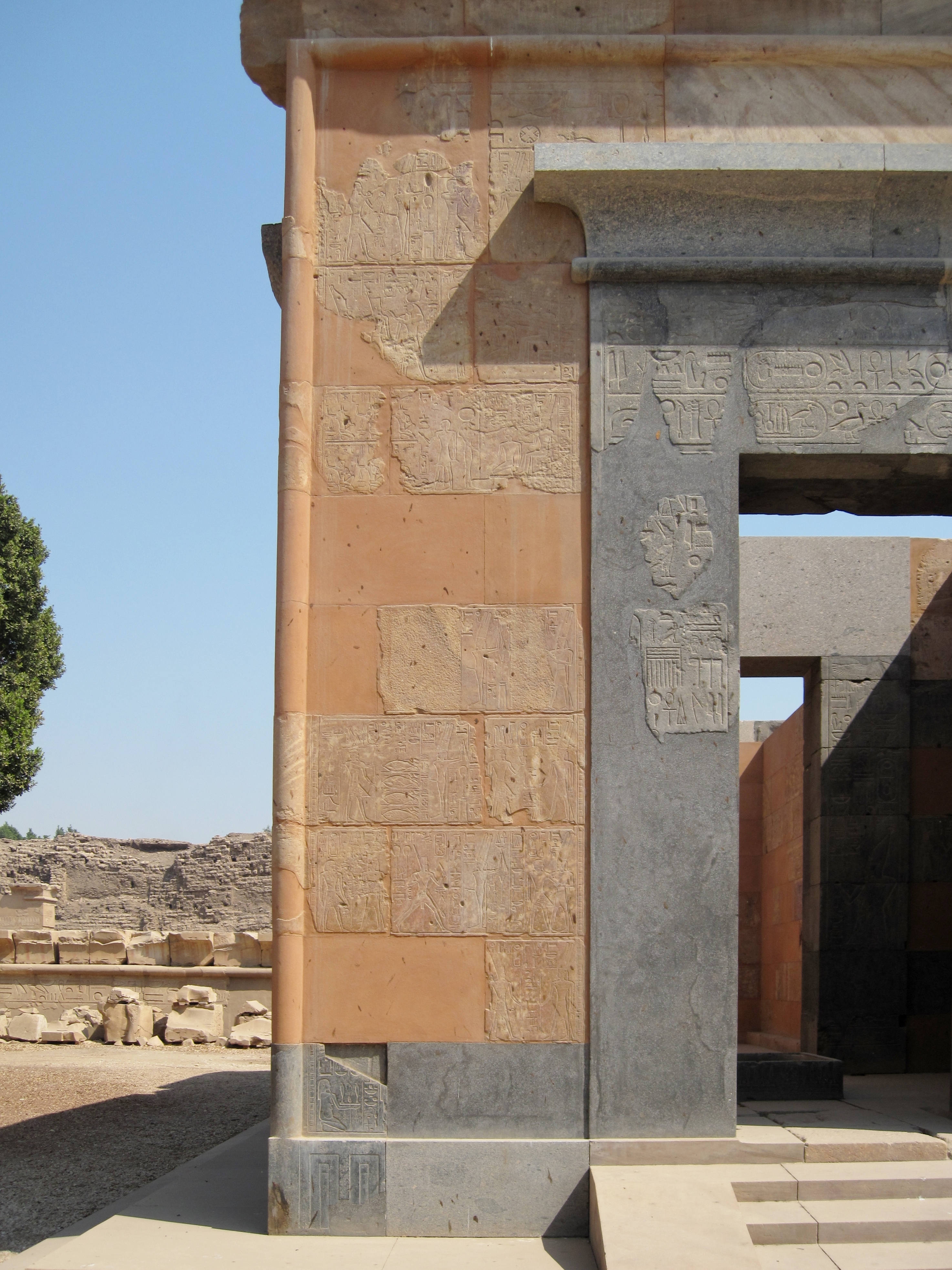
Rundstäbe an der Roten Kapelle der Hatschepsut in Karnak

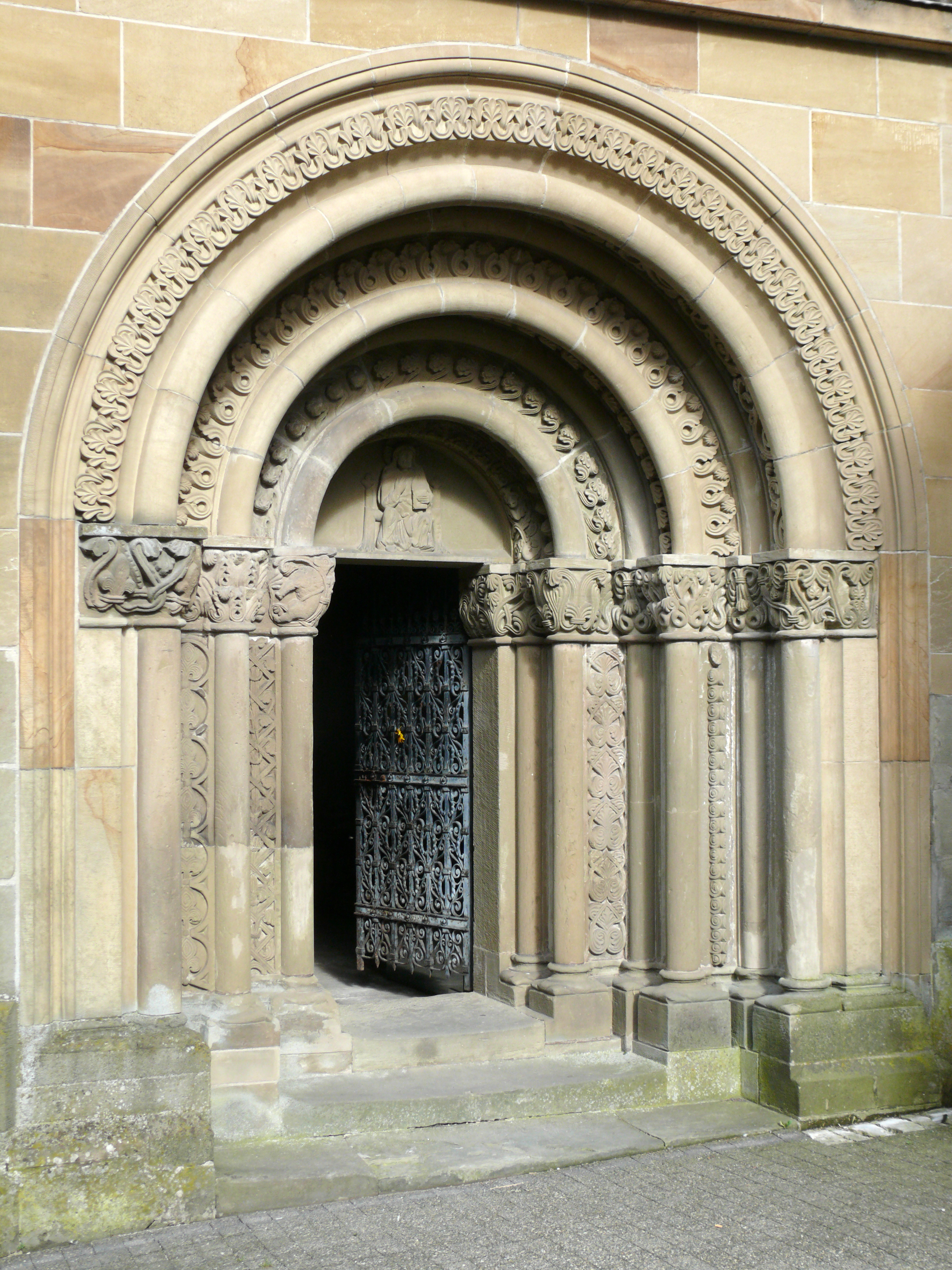
Archivoltenportal mit eingestellten Säulen und darüber befindlichen Wülsten oder Rundstäben

Ein Rundstab ist ein profiliertes Zierelement mit konvexem Querschnitt, das oft als begrenzendes oder rahmendes Eckprofil von Baukanten oder anderen Bauelementen eingesetzt wird, aber auch in anderen Dekorationszusammenhängen verwendet und als solches angesprochen wird.

## Geschichte

### Ägyptische Architektur
In der altägyptischen Architektur tauchte der Rundstab erstmals im Djoser-Bezirk um 2650 v. Chr. auf. Diese Umsetzung im monumentalen Steinbau leitet sich von dem aus Schilfbündeln oder eher Eckpfosten bestehenden Kantenschutz früher Ziegel- oder Holzmattenbauten ab (siehe Bautechniken im Alten Ägypten).

### Antike Architektur
In der antiken Architektur Griechenlands und Roms, aber auch in anderen Dekorationszusammenhängen, kommen Rundstäbe ebenfalls vor.

### Persien und Indien
In der antiken Architektur Persiens und der buddhistischen und hinduistischen Architektur Indiens sind sie dagegen äußerst selten. In der Mogul-Architektur werden sie meist seilartig gedreht.

### Mittelalterliche Architektur
In der romanischen und gotischen Architektur des europäischen Mittelalters erleben Rundstäbe ihre Blütezeit – man findet sie häufig in rahmender Funktion an Portal- und Fenstergewänden und in begleitender Funktion von Pfeilervorlagen, Lisenen oder Diensten. Im späteren Ziegelbau wurden Hohlkehle und Rundstab durch besondere Formziegel erzeugt. Somit handelt es sich um eine Rückführung zum steinernen Vorbild der Urform.